# Sissal
Sissal Jóhanna Norðberg Niclasen, plus connue sous son seul prénom Sissal, est une chanteuse féroïenne née en février 1995 à Tórshavn.

Elle représente le Danemark au Concours Eurovision de la chanson 2025, à Bâle en Suisse, avec sa chanson Hallucination. Elle se hisse à la vingt-troisième place lors de la finale.

## Biographie
Sissal naît en 1995 à Tórshavn, la capitale des Îles Féroé.
Elle se fait remarquer en 2005, à l'âge de dix ans, lorsqu'elle remporte la compétition Nósa Barnaprix, avec sa chanson Summarið er komið. Elle est alors connue sous son deuxième prénom Jóhanna. Cinq ans plus tard, en 2010, elle remporte le concours de chant Ársins Songrødd.

### 2025: Eurovision
Le 6 février 2025, elle est annoncée parmi les huit participants au Dansk Melodi Grand Prix (DMGP), la sélection nationale danoise pour l'Eurovision. Elle y défend sa chanson Hallucination.

À l'issue de la finale du 1er mars, elle remporte le premier prix, et ainsi devient la représentante du Danemark à l'Eurovision 2025. Elle est la deuxième chanteuse originaire des Îles Féroé à participer au concours.

## Style
Sissal cite la chanteuse norvégienne Dagny et la chanteuse suédoise Robyn parmi ses influences musicales.

## Vie privée
Elle réside à Copenhague depuis 2020; elle y a déménagé pour poursuivre sa carrière musicale. Elle a deux filles, prénommées Mikkalina et Jonna Sofía.

## Discographie

### EP
- 2025 – Hear Me Now

### Singles
- 2024 – Deep End
- 2024 – Far from Sober
- 2024 – Hear Me Now
- 2025 – Hallucination